# Ásahreppur
Ásahreppur – gmina w południowej Islandii, w regionie Suðurland. Zamieszkuje ją 247 mieszk. (2018). 

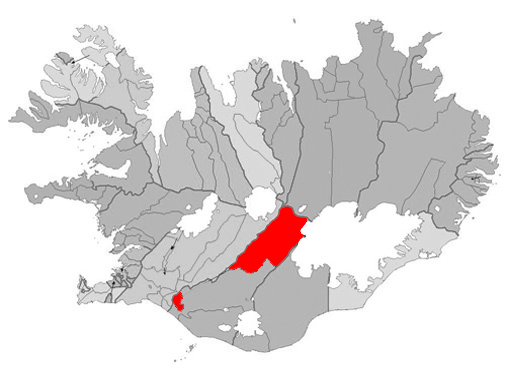
Położenie gminy Ásahreppur na mapie administracyjnej kraju

Składa się z dwóch części: mniejszej, skupiającej większość osadnictwa, położonej niedaleko ujścia rzeki Þjórsá, pomiędzy miejscowościami Hella i Selfoss oraz drugiej, rozległej, obejmującej fragment islandzkiego interioru pomiędzy górnym biegiem Þjórsá a lodowcem Vatnajökull. W tej drugiej znajdują się dwa zbiorniki wodne: Þórisvatn i Kvíslavatn oraz naturalne jezioro Hágöngulón.